# 美術の歴史
美術の歴史（history of art ）は、美学的な目的のために人が視覚的な形で作った物に焦点を当てている。視覚芸術は、純粋美術を応用美術から区別したり、人の創造性に包括的な焦点を当てたり、または建築・彫刻・絵画・映画・写真および図画などの異なる媒材に焦点を当てたりして、様々に分類されうる。近年では科学技術が進展して、ビデオ・アート、コンピュータ・アート、パフォーマンス・アート、アニメーション、テレビ、コンピュータ・ゲームに至っている。
美術の歴史は、各文明の間に創られた、いわゆる「傑作」と呼ばれるものを編年したものとして語られることが多い。従って美術史は、世界の驚くべきものによって切り取られた高位文化の歴史として表されうる。他方で土着の美術表現も、民芸や工芸と呼ばれる美術史的な物語に組み込まれうる。美術史家がこれら後者の低位文化のものにより密に関わるほど、その仕事を視覚文化や物質文化を調査するものであると、または人類学や考古学といった美術史に関連する分野に貢献するものであると見做していることが多くなる。後者の場合は、美術品が考古学的人工物と呼ばれることもある。